# Infodumping
El infodumping es un término que consiste en brindar una excesiva cantidad de información de una sola vez. El término fue utilizado por primera vez en 1978 en las Actas de la Conferencia 353 de la Región 3 de Southeastcon.
Con el tiempo, el término fue adoptado en el contexto de la literatura (particularmente en la ciencia ficción) así como por la comunidad autista. En el último caso, el "infodumping" se entiende como un elemento de expresión autista, particularmente en lo que es refiere a sus temas de interés. El infodumping también se asocia con el trastorno por déficit de atención con hiperactividad.

## Elinfodumpingen las personas autistas
El infodumping consiste en que una persona autista a menudo comparte una gran cantidad de información sobre las cosas que ama o son de su interés, a pesar del potencial de rechazo. Al compartir dicha información, lo hace con gran detalle y durante mucho tiempo. A diferencia de la conversación estándar, el infodumping es a menudo unilateral, caracterizado por una exploración entusiasta sobre un tema específico. Para las personas autistas, el infodumping es una forma clave de comunicarse, ya que les permite mostrar sus pasiones, compartir los temas que saben y conectarse con los demás más profundamente. Durante esta forma de comunicación, es posible que no se den cuenta si el oyente parece perder interés.
Para las personas con autismo el infodumping puede manifestarse de maneras únicas, a menudo derivadas de intereses específicos, procesamiento sensorial y estilos de comunicaciones social. Algunas formas en la que estos comportamientos pueden aparecer pueden ser:
- Intercambio apasionado de intereses, a menudo con un nivel impresionante de detalle
- Enfoque en hechos y detalles de la información brindada, siendo típicamente objetiva, técnica o detallada y puede transmitirse sin considerar el conocimiento o el interés de los oyentes

Un ejemplo podría ser que un individuo entre en detalle sobre cómo se comunican las diferentes especies de aves, listando términos científicos, patrones de migración y métodos de vocalización. La conversación puede continuar incluso si los demás no responden entusiasmadamente. Este bombardeo de información puede dificultar la socialización normal y la convivencia con los demás.